# Maliskamp
Maliskamp  é uma aldeia no município neerlandês de 's-Hertogenbosch, na província de Brabante do Norte com cerca de 1 310 habitantes (31 de dezembro de 2008, fonte: CBS).
Maliskamp divide-se em duas partes: Maliskamp-West e Maliskamp-Oost. Antes da reorganização municipal de 1996, a aldeia pertencia ao extinto município de Rosmalen.
Diferentemente de outras aldeias do município de 's-Hertogenbosch, como Rosmalen, Empel, Engelen e Bokhoven, Maliskamp nunca foi um município independente. Isto também se aplica a Kruisstraat e Hintham. A aldeia situa-se a sul da autoestrada A59 e pertence ao distrito Rosmalen Zuid.
Maliskamp tem a sua própria igreja, a igreja de Santa Bernadete, uma obra inacabada do arquiteto Jan van der Valk. Devido ao tamanho da aldeia, geralmente é chamada de bairro Maliskamp.
No meio do século XIX, havia duas aldeias: Maliekamp e Eikenburg. Eikenburg desapareceu e no local da antiga aldeia existe atualmente uma área arborizada. Maliekamp no início do século XX mudou o nome para Maliskamp.